# Preludi i fuga en re major, BWV 850
El preludi i fuga en re major, BWV 850 és la cinquena parella de preludis i fugues del primer llibre del El clavecí ben temprat de Johann Sebastian Bach.
El preludi, en moviment perpetu, és un estudi desenvolupat per a la mà dreta. La fuga a quatre veus, pren la forma d'una obertura francesa amb ritmes puntejats, i un tema atípic que recorda els de Haendel.

## Preludi
El preludi, en compàs 4/4 (), consta de 35 compassos. El tema és un perpetuum mobile (moviment perpetu) i està concebut com un estudi per a la mà dreta tot treballant la precisió, mentre que el polze i el cinquè dit presenten una separació important. L'atenció se centra sobre la mà dreta, mentre que la mà esquerra bàsicament fa notes dins cada temps del compàs, en pizzicati.

## Fuga
La fuga a quatre veus, en compàs 4/4 (), consta de 29 compassos, amb un tema a l'estil de Händel, de caràcter sumptuós, poderós, amb els seus ritmes majestuosos que evoquen una obertura a la francesa.
El tema és atípic, «llançat per un viu ressort de triples corxeres, però de seguida rassie sobre un prudent ritme despuntat»; tot com aquesta fuga sense contra-tema autèntic, ni strette. En el transcurs de les diversions, la fórmula en duplica-corxeres (manllevat a la mesura 3) no en serà que més posada en valor (compassos 9–10, 17).
El ritme despuntat de la tercera mesura ha de realitzar-se com una corxera lligada a una triple La mateixa presentació es troba al Preludi en <i id="mwLg">fa-sostingut</i> major.

## Gènesi
El preludi existia a un estat anterior més curt (22 compassos) al Clavierbüchlein de Wilhelm Friedemann Bach (núm. 17), i a una còpia de Forkel, que correspon a les compassos 1–18 i 27–29 de la versió definitiva.

## Posteritat
Théodore Dubois en ha realitzat una versió per a piano a quatre mans, publicada l'any 1914.